# Cryptochironomus kuldigensis
Cryptochironomus kuldigensis är en tvåvingeart som först beskrevs av Pankratova 1959.  Cryptochironomus kuldigensis ingår i släktet Cryptochironomus och familjen fjädermyggor. Inga underarter finns listade i Catalogue of Life.